# Eduardo Aguero Zapata
Eduardo Aguero Zapata (Viedma, 12 novembre 1948 – Roma, 25 ottobre 2008) è stato un compositore, pianista e clavicembalista argentino.
Si perfeziona in particolare sotto la guida di Nikita Magaloff, Egida Giordani Sartori e di Huguette Dreyfuss.
Nel 1979 diviene Maestro di cappella della Basilica di San Lorenzo in Lucina di Roma.
Durante l'Anno internazionale della Musica del 1985, eseguì, in prima mondiale, le 555 sonate di Domenico Scarlatti, mentre nel 1991 realizzò l'opera integrale per tastiera di Mozart, in un ciclo di concerti organizzato dal Centro Studi Sorani sotto l'Alto Patronato della  Presidenza del Consiglio dei ministri e dei governi di Austria, Germania e Francia.
Nell'ambito delle sue esibizioni internazionali ebbe l'opportunità di eseguire anche l'opera omnia di numerosi compositori, quali Bernardo Pasquini, François Couperin, Domenico Zipoli, Georg Friedrich Händel e Venatorini. Di quest'ultimo scoprì il Concerto per archi e cembalo.
Fra le sue composizioni si ricordano i Venti studi da concerto per cembalo, il nuovo inno dell'Ordine dei Cavalieri di Malta, nonché l'elegia in memoria della principessa Grace di Monaco.
Nel corso della sua attività musicale ha vissuto lungamente in Italia, risiedendo in particolare a Roma, Sora, Alvito e Bonea. Muore nell'ottobre del 2008, a causa di un ictus che lo ha colpito proprio il giorno dopo il suo ultimo concerto, tenuto  ad Alvito, al termine della serata di chiusura della XXXIII edizione del Premio Letterario "Val di Comino".